# Linia kolejowa nr 266/285

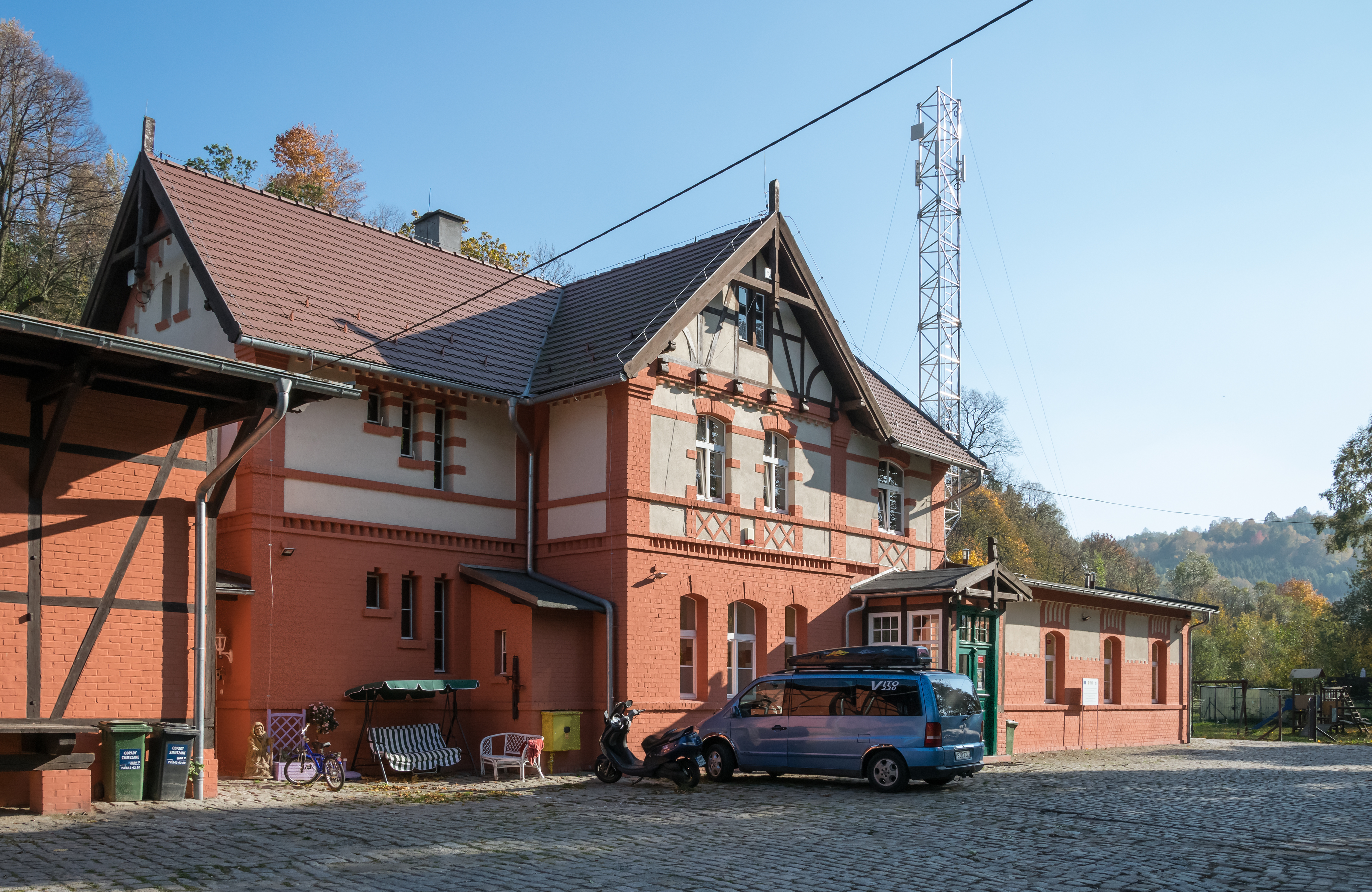
Dawna stacja kolejowa w Jugowicach, obecnie ośrodek kultury

Linia kolejowa nr 266 Świdnica Kraszowice – Jedlina-Zdrój oraz Linia kolejowa nr 285 Wrocław Główny – Świdnica Kraszowice – niezelektryfikowane jednotorowe linie kolejowe łączącej Wrocław Główny z Jedliną-Zdrój o długości 82,166 km. Pierwotnie linia na całej swej długości figurowała jako linia kolejowa nr 285, jednak od 7 grudnia 2021 roku odcinek Świdnica Kraszowice – Jedlina-Zdrój figuruje jako linia kolejowa nr 266.

## Historia
Po zniszczeniach II wojny światowej, ruch pociągów na ostatnim odbudowanym odcinku, to jest Bystrzyca Górna – Jugowice, przywrócono dopiero w 1950 roku.
Ruch pasażerski na linii zawieszono w 2000. W 2007 urząd marszałkowski województwa dolnośląskiego wyasygnował pieniądze na rewitalizację linii, której koszt ocenia się na 89 mln zł a uchwałę o przejęciu linii podjął w 2008.
15 lipca 2007 na odcinku Wrocław Główny – Kobierzyce miał miejsce okolicznościowy przejazd autobusu szynowego SA132-002 należącego do Urzędu Marszałkowskiego Województwa Dolnośląskiego, w trakcie którego podpisano umowę z Pojazdy Szynowe PESA Bydgoszcz na dostawę ośmiu nowych szynobusów dla województwa. W trakcie przejazdu, władze województwa zadeklarowały dziennikarzom zamiar przejęcia linii od PKP.
Przetarg na rewitalizację linii ogłoszono w maju 2011. Zapowiedziano przywrócenie ruchu na linii w 2013. Pod koniec 2011 samorząd nie zdołał przejąć linii od PKP, mimo wystosowanej interpelacji poselskiej. Na początku 2012 ogłoszono, że z powodu zbyt wysokich kosztów linia nie będzie remontowana.
Uchwałą Zarządu Województwa Dolnośląskiego z 15 lipca 2014 w sprawie wyrażenia woli przejęcia odcinków linii kolejowych położonych w granicach województwa dolnośląskiego, samorząd wojewódzki zadeklarował wolę przejęcia linii na całej długości.
9 stycznia 2017 roku podpisano umowę pomiędzy PKP PLK a władzami województwa dolnośląskiego na rewitalizację linii na odcinku Wrocław – Świdnica, w tym budowę nowych przystanków, naprawę obiektów inżynieryjnych, wyposażenie w urządzenia sterowania ruchem kolejowym. Zakończenie prac zaplanowano na rok 2020, a na odcinku od Świdnicy do Jedliny-Zdroju na rok 2021. Za cenę 166 milionów złotych założono uzyskanie czasu przejazdu 60–65 minut. Według wstępnej koncepcji we Wrocławiu zaplanowano budowę przystanków przy ul. Grota-Roweckiego (zamiast obecnego Wrocław Wojszyce) oraz przy ul. Zwycięskiej i likwidację stacji Wrocław Klecina.
W październiku 2018 r. PKP PLK podpisała umowę na rewitalizację linii na odcinku Świdnica Kraszowice – Jedlina-Zdrój, która zakładała zakończenie prac do 2020 roku. W tym samym okresie UMWD zdecydował się na zwiększenie budżetu inwestycji o 14 mln zł, a jesienią PKP PLK ogłosiły przetarg na realizację inwestycji na odcinku Wrocław Główny – Świdnica Przedmieście. W przetargu złożono osiem ofert; najtańszą okazała się oferta konsorcjum niemieckiej firmy «Schweerbau» i polskiej «SBM» (245 mln zł), a najdroższą oferta «Budimexu» (487 mln zł). Ponieważ najtańsza oferta przekroczyła o 60 mln zł przewidziany budżet, samorząd wojewódzki postanowił wyasygnować dodatkowo 42 mln zł z Regionalnego Programu Operacyjnego Województwa Dolnośląskiego na lata 2014–2020. 27 marca 2019 PLK wskazało «Schweerbau» i «SBM» jako wykonawców inwestycji. Prace na trasie objęły wszystkich 113 obiektów inżynieryjnych na trasie (mosty, wiadukty i mury oporowe), której przewyższenie wynosi ponad 200 m na 22 km długości. 
6 czerwca 2022 odbył się inauguracyjny przejazd pociągu, na pokładzie którego znaleźli się reprezentanci rządu i lokalnych samorządów. Od 12 czerwca wznowiono regularne kursy na odcinku Wrocław Główny – Świdnica. Przez pierwszych sześć miesięcy po wyremontowanym odcinku kursowało 8 par pociągów z których część była obsługiwana przez spalinowo-elektryczne jednostki Newag Impuls II 36WEh. 2 lipca 2022 roku na linii pojawił się pierwszy pociąg składający się z szynobusu i krytego wagonu 208K dostosowanego do przewozu rowerów. Był to pierwszy debiut wagonów u przewoźnika, a zarazem pierwszy tego typu transport rowerów w Polsce z użyciem starego wagonu krytego używanego wcześniej do przewozów towarowych.
24 czerwca 2023 roku uruchomiono ruch pasażerski na linii kolejowej nr 266 (odcinek Świdnica Kraszowice – Jedlina-Zdrój) w weekendy Od grudnia 2023 pociągi kursują także w tygodniu..
W ciągu dwóch lat od otwarcia linia 285 straciła przepustowość z powodu wielkiego zainteresowania podróżnych i najprawdopodobniej zostanie rozbudowana o drugi tor na odcinku Wrocław Główny - Kobierzyce.